# رامون نوسيدال روميا
كان رامون نوسيدال روميا (1842-1907) سياسيًا كاثوليكيًا إسبانيًا محافظًا بشدة، وكان عضوًا أول في النيوكاتوليكوس، ثم في الكارلية، وأخيرًا في الإنتغريست. كما أنه معروف بصفته قائدًا لتيار سياسي يعرف باسم إنتغريسمو (1888-1907) وممثل رئيسي للأصولية الكاثوليكية عند تطبيقها على السياسة.

## العائلة والشباب
وُلد رامون إغناسيو نوسيدال روميا في عائلة مرموقة وثرية في مدريد. كان جده لأبيه، خوسيه ماريا نوسيدال كابيتيلو، عضوًا في طبقة البرجوازيين الليبرالية الناشئة. كان ممثلًا نموذجيًا للطبقة التي استفادت من إجراء التصرف في الأموال العامة لمينديثابال، إذ اشترى عددًا من العقارات في مقاطعة ثيوداد ريال وفي مدريد، وأصبح واحدًا من أكبر الملاك الحضريين في منتصف القرن التاسع عشر. كان عضوًا هامًا في حزب التقدم الراديكالي الجديد وتحول مع مرور الوقت إلى أكبر منافس له ممثلًا في حزب الوسط. دعم خوسيه ماديًا ميليسيا ناسيونال دي مدريد وكان أحد قادتها، إذ قاد الكتيبة الرابعة في أواخر الثلاثينيات من القرن التاسع عشر. انتُخب عضوًا في مجلس الشيوخ إسبانيا عام 1844 وانتُخب 5 مرات في البرلمان بين 1841 و1857.
والد رامون، كانديدو مانويل باتريسيو نوسيدال رودريغيز دي لا فلور (1821-1885)، أحد السياسيين الرئيسيين في حزب الوسط وممثله البرلماني لفترة طويلة ووزير الداخلية لفترة قصيرة (1856-1857). اتخذ مواقف أكثر تحفظًا مع مرور الوقت. شكل جزءًا من النيوكاتوليكوس في الستينيات من القرن التاسع عشر. كانت والدة رامون، مانويلا ديل بيلار زويلا روميا يانجواس (1824-1875)، ابنة ماريانو روميا، وهو ليبرالي راديكالي. اشتهر باسم كابيتان دي لاس ميليسياس باتريوتيكاس دي مورثيا خلال حكم الثلاث سنوات الليبرالي، ةاضطر إلى اللجوء إلى البرتغال عند استعادة الحكم المطلق. عاد إلى إسبانيا، وكان مديرًا للممتلكات الأرضية في مرسية التي يمتلكها ماركيس دي إسبيناردو. كان العم الشقيق لرامون، جوليان روميا يانجواس، أحد أشهر ممثلي إسبانيا ونوعًا من المشاهير في عصره. كانت خالة رامون، خواكينا روميا يانجواس، متزوجة من رئيس الوزراء المعتدل، ذي المناصب الوزارية، وعشيق إيزابيل الثانية، لويس غونزاليس برافو.
نشأ رامون وأخوه، وكذلك أخته الصغرى، منذ طفولتهم بين الشخصيات السياسية والفنية في منتصف القرن التاسع عشر في إسبانيا. درس رامون الحقوق المدنية والكنسية في مدريد وعُد طالبًا ممتازًا في أوائل الستينيات من القرن التاسع عشر، إذ حصل على جوائز وأثنوا عليه في الصحافة. تزوج أماليا مايو ألبرت عام 1873 (1853-1922)، وقد كان جدها أحد مديري ريال كومبانيا دي فليبيناس، كما كان والدها، الذي وُلد في مانيلا، محاميًا ومالكًا للأراضي. لم ينجب الزوجان أطفالًا، على الرغم من وصف علاقتهما بأنها «مليئة بالحب»، وقد ذُكر أن أماليا دعمت رامون في قراراته السياسية ودفعته أحيانًا في بعض الأحيان نحو العناد. كان ابن شقيق رامون، رامون غارسيا رودريغو نوسيدال، صحفيًا معروفًا وسياسيًا يطمح للانضمام إلى حزب موريستا. كان ابن شقيق آخر، أوغستين غونزاليس دي أميزوا يي مايو، أكاديمي ومؤرخ للأدب، واحدًا من المفكريين الرئيسيين للفرنكوية المبكرة.

## نيوكاتوليك
ظلت عائلة نوسيدال متعاونة دائمًا، إذ تبنت أيضًا الأسلوب السياسي نفسه، وتماشت تمامًا مع نمط من شابه أباه فما ظلم. تابع رامون في ذلك الوقت والده، مستهلًا نشاطاته العامة في أوائل الستينيات من القرن التاسع عشر. كان كانديدو نوسيدال قد غادر فريق المعتدلين وأصبح جزءًا من النيوكاتوليك. كانت هذه الحركة، التي وضُعت أسسها في السنوات الإيزابيلية المبكرة، تسعى إلى توفير مكان للكاثوليكية الرومانية الأرثوذكسية في إطار الملكية الليبرالية. عمل كانديدو في ستينيات القىن التاسع عشر كواحد من قادتها.
شارك رامون عام 1864، بعد تخرجه بعلامات ممتازة، في إنشاء لا أرمونيا، وهي جمعية ثقافية كاثوليكية. شارك في الجمعية جميع خبراء النيوكاتوليك، وأُنشأت كرد على كراوسية. كان الهدف الرئيسي هو مواجهة الزندقة في التعليم. انتقدت لا أرمونيا سانز ديل ريو، الكراوسي الرائد، وعززت الأرثوذكسية الكاثوليكية كعمود فقري للتعليم العام. كانت هذه الجلسة هي التي قدم فيها رامون محاضرته العامة الأولى باسم روتي. أسس لا كروزادا عام 1867، وهي «أسبوعية للعلوم والأدب والفنون». كانت هذه الأسبوعية القصيرة منبرًا لنشر مقالاته الحربية للغاية، والتي غالبًا ما يعاد طبعها في صحف أخرى شديدة الحراسة. تناولت هذه المقالات فكرة «الامتحان الحر» مع التأكيد على دور المسيحية. أصبح رامون في عام 1867 أمينًا لأكاديمية القانون والتشريع.
اضطلع النيوكاتوليك في أواخر عام 1867 بمحاولة لإحياء النظام الملكي الإزابيلي في اللحظة الأخيرة عن طريق بناء حزب كبير معارض للثورة وإطلاق صحيفة يومية جديدة باسم لا كونستانسا كجزء من المشروع. أصبح رامون عضوًا في هيئة التحرير وساهم بمقالات عسكرية، التي بدأت تصبح علامته التجارية الشخصية، والتي أثارت فورًا رد فعل من الصحافة الليبرالية. نظرًا لعناده الذي يحبه الساخرون دائمًا، سخروا منه لأول مرة في عام 1867. ألقى رامون باللوم على الكارليين لعدم إعطاء إيزابيل الثانية أي خيار سوى الالتحاق بالليبراليين، وقد كان بإمكان هذا الخطأ أن يُصحح عن طريق تكوين تحالف قوي محافظ. أكد أن الأفكار تأتي في المقام الأول والناس بعدها، وأشار إلى أن الكارليين عكسوا هذا النظام. انتهى المشروع السياسي للنيوكاتوليك مع الثورة المجيدة. توقفت لا كونستانسا عن الصدور بعد أن نهب مقرها.
كان اثنان من عائلة نوسيدال من بين مؤسسي الجمعية الكاثوليكية عام 1868، وكان رامون يعمل أمينًا للجنة التنظيم. عملت المنظمة كتحالف انتخابي قبل الانتخابات التي جرت عام 1869، وحدث أن أُبلغ عن ترشح رامون في غرناطة وموتريل؛ ولم يُنتخب إلى البرلمان، على الرغم من عدم وضوح ما إذا كان قد خسر أم انسحب. انضم إلى جوفينتود كاتوليكا عام 1869 وأصبح رئيسًا لوحدتها التعليمية، إذ كان معروفًا بالفعل، ليس فقط باعتباره كاتبًا بل أيضًا باعتباره متحدثًا عظيمًا. أصبح معروفًا كمؤلف لأعمال مسرحية، وأعمال علمية وروايات قصيرة، بين عامي 1969 و1970، وكانت كلها جزءًا من الحملة السياسية الكاثوليكية وتسببت في بعض الأحيان في صراعات عنيفة بين جمهور مسارح مدريد.